# Hyboscolex quadricincta
Hyboscolex quadricincta är en ringmaskart som beskrevs av Kudenov 1985. Hyboscolex quadricincta ingår i släktet Hyboscolex och familjen Scalibregmatidae.
Artens utbredningsområde är Mexikanska golfen. Inga underarter finns listade i Catalogue of Life.